# いつのまに
「いつのまに」は、DREAMS COME TRUEの29thシングル。2001年7月18日に東芝EMI、ヴァージン・レコード・アメリカからリリースされた。

## 概要
- 「Go On, Baby! -universal mix-」以来約1ヶ月ぶりのシングル。ヴァージン・レコード・アメリカからのシングル作品はこの作品が最後。
- 西川隆宏含めての3人でのシングルは最後。
- 「いつのまに」、「スキスキスー♡」は、後に11thアルバム『monkey girl odyssey』に収録。「いつのまに a-mix feat.Yoshihiro Kondo」は、リアレンジされて後にベストアルバム『DREAMAGE-DREAMS COME TRUE “LOVE BALLAD COLLECTION”』に収録。

## 収録曲
全作詞・Vocal Arrangement：吉田美和
1. いつのまに
(作曲：吉田美和, 中村正人 / 編曲：中村正人)
  -     - フジテレビ系ドラマ『救命病棟24時』主題歌。ミュージックビデオが作られた（『DCT CLIPS V1』に収録）。
2. スキスキスー♡
(作曲：中村正人, 吉田美和 / 編曲：中村正人)
3. スキスキスー♡ roherri-mix feat.Yohey Tsukasaki
(作曲：中村正人, 吉田美和 / 編曲：中村正人, Roland Herrington)
4. いつのまに a-mix feat.Yoshihiro Kondo
(作曲：吉田美和, 中村正人 / 編曲：千住明)

## クレジット
- DREAMS COME TRUE
  - 中村正人：All Instruments
  - 吉田美和：Vocals
  - 西川隆宏：Manipulating

いつのまに
- 斎藤有太：Electric Piano
- 竹内ストリングス
  - 竹内純：Violin, Concert Master
  - 深見邦代：Violin
  - 志賀恵子：Viola
  - 永山利彦：Cello
- Recorded by Roland Herrington, Hirotaka Miyahara

スキスキスー♡
- 斎藤有太：Electric Piano
- 竹内ストリングス
  - 竹内純：Violin, Concert Master
  - 深見邦代：Violin
  - 志賀恵子：Viola
  - 永山利彦：Cello
- Recorded by Roland Herrington, Hirotaka Miyahara

スキスキスー♡ roherri-mix feat.Yohey Tsukasaki
- 塚崎陽平：Turn Table
- Recorded by Roland Herrington, Hirotaka Miyahara

いつのまに a-mix feat.Yoshihiro Kondo
- 近藤嘉宏：Acoustic Piano
- Recorded by Roland Herrington, Juli Kawai
- Mixed by Roland Herrington
- Mastered by 宮本茂男

## 収録アルバム
いつのまに
- monkey girl odyssey(2001年12月5日)
- DREAMAGE-DREAMS COME TRUE “LOVE BALLAD COLLECTION”(2003年12月7日、ピアノ・バージョン、feat. Yoshihiro Kondo)
- DREAMANIA DREAMS COME TRUE 〜SMOOTH GROOVE COLLECTION〜(2004年1月9日)
- DREAMS COME TRUE GREATEST HITS "THE SOUL 2"(2009年3月21日)
- DREAMS COME TRUE THE ウラBEST! 私だけのドリカム(2016年7月7日)

スキスキスー♡
- monkey girl odyssey(2001年12月5日)
- DREAMANIA DREAMS COME TRUE 〜SMOOTH GROOVE COLLECTION〜(2004年1月9日)